# Kamenec u Poličky
Kamenec u Poličky är en ort i Tjeckien.   Den ligger i regionen Pardubice, i den centrala delen av landet, 140 km öster om huvudstaden Prag. Kamenec u Poličky ligger 552 meter över havet och antalet invånare är 514.
Terrängen runt Kamenec u Poličky är platt åt nordost, men åt sydväst är den kuperad. Runt Kamenec u Poličky är det ganska glesbefolkat, med 45 invånare per kvadratkilometer. Närmaste större samhälle är Polička, 2,4 km öster om Kamenec u Poličky. Omgivningarna runt Kamenec u Poličky är en mosaik av jordbruksmark och naturlig växtlighet.